# Solenopsis photophila

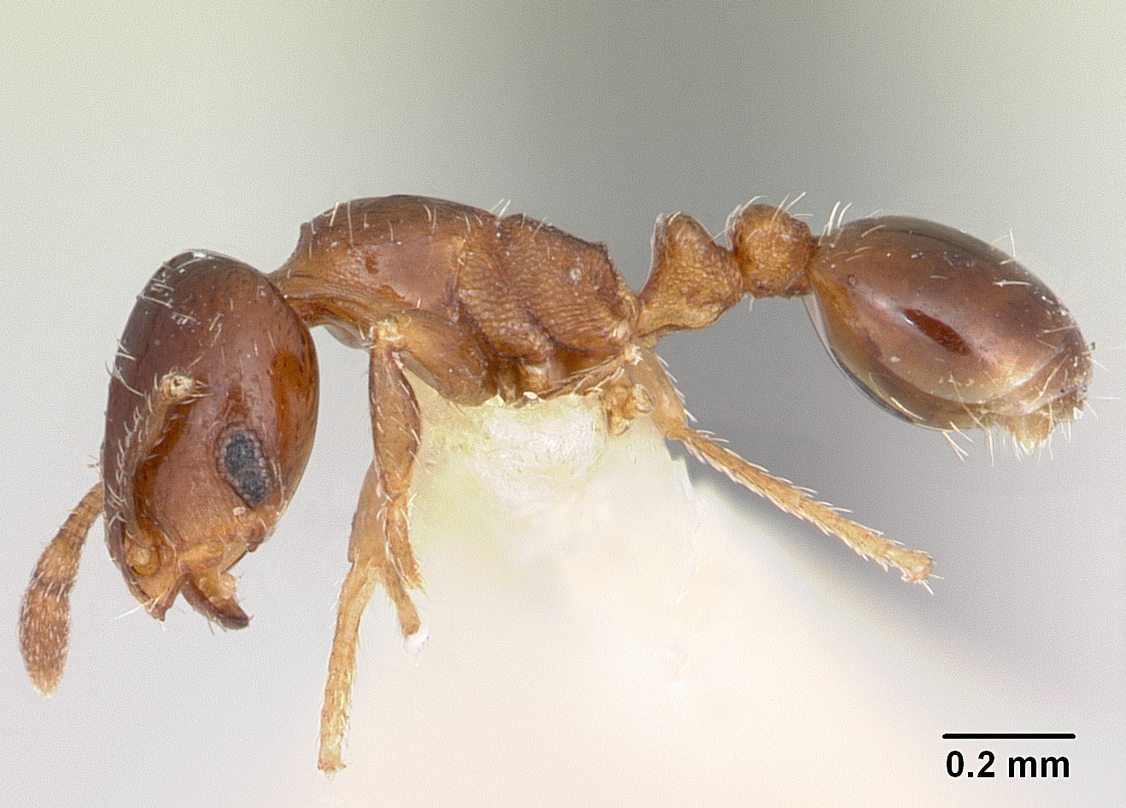
Вид сбоку

Solenopsis photophila (лат.) — вид мелких муравьёв рода Solenopsis из подсемейства Myrmicinae (Formicidae). Новый Свет.

## Распространение
Южная Америка: Аргентина (Entre Rios; Villaguay; Monte desert of Mendoza).

## Описание
Мелкого размера муравьи коричневого цвета; длина рабочих около 2 мм. Отличается грубой пунктировкой на задней части груди и петиоле с постпетиолем. Глаза состоят из 30 омматидиев. Длина головы рабочих (HL) 0,540 мм, ширина головы (HW) 0,456 мм. Усики рабочих 10-члениковые с 2-члениковой булавой. Длина скапуса усиков (SL) 0,318 мм. Заднегрудка угловатый, но без проподеальных шипиков.
Стебелёк между грудкой и брюшком состоит из двух узловидных члеников (петиоль и постпетиоль).

## Систематика
Вид был впервые описан в 1923 году швейцарским мирмекологом Феликсом Санчи (Felix Santschi, 1872—1940) по типовым материалам из Аргентины, валидный статус подтверждён в 2013 году в ходе ревизии американскими энтомологами Хосе Пачеко и Уильямом МакКеем (Pacheco, Jose A. & Mackay, William P.). Вместе с видами S. gensterblumi, S. macrops, S. nigella, S. oculata, S. andina, S. schilleri принадлежит к комплексу видов nigella species complex. В 1953 году вид Solenopsis photophila был включён в состав рода Synsolenopsis (Kusnezov, 1953: 347); в 1966 году возвращён в состав рода Solenopsis (Ettershank, 1966: 142).